# Эрдвульф (король Нортумбрии)
Эрдвульф (др.-англ. Eardwulf; умер в 810) — король Нортумбрии (796—806 и 808—810?) из династии Идингов.

## Биография
Эрдвульф, праправнук Эдвульфа I, впервые упоминается в 790 году, когда, будучи ещё элдорменом, он выступил на стороне партии противников вернувшегося на престол Этельреда I. Король приказал убить Эрдвульфа, когда тот находился вблизи монастыря Рипон, но Эрдвульф случайно остался в живых. Он стал королём Нортумбрии в 796 году, свергнув своего предшественника Осбальда. После этого он женился на внебрачной дочери или племяннице Карла Великого.
Около 800 года против Эрдвульфа восстал принц Альмунд, заключивший союз с Кенвульфом Мерсийским. Альмунд был убит и погребён в Дерби, где позже развился его культ святого. На следующий год Эрдвульф вновь столкнулся с королём Мерсии, но на этот раз дело закончилось подписанием мирного договора.
В 806 году Эрдвульф был свергнут с престола и укрылся при дворе Карла Великого. Два года спустя его противник Эльфволд II умер, и тогда Эрдвульф при поддержке императора и римского папы вернулся в Нортумбрию. Точно не известно, стал ли он снова править сам или сразу посадил на престол своего сына Энреда.